# Sabaneta (Kolumbia)
Sabaneta – miasto kolumbijskie w departamencie Antioquia. W roku 2005 liczyło 44820 mieszkańców.